# Григорьевка (Дергачёвский район)
Григо́рьевка (укр. Григорівка; с 1938 по 2016 г. — Мануи́ловка) — посёлок, Полевской сельский совет, Дергачёвский район, Харьковская область, Украина.
Код КОАТУУ — 6322080902. Население по переписи 2001 года составляло 536 (278/258 м/ж) человек.

## Географическое положение
Посёлок Григорьевка находится на левом берегу реки Уды;
в одном км от посёлка находится железнодорожная станция Яротовка,
к посёлку примыкает небольшой лесной массив (сосна);
в 3,5 км расположены посёлки Ю́жный и
пгт Пере́сечная,
в 4-х км — пгт Полева́я.

## История
- 1765 — дата первого упоминания о селе Григор(ь)евка[1].
- 1938 — переименовано в село Мануиловка в честь советского деятеля товарища Дмитрия Мануильского.
- При СССР в селе был построен клуб, существовавший в 1993 году.[15]
- В 1976 году село называлось Мануиловка.
- 2016 — название посёлка было «декоммунизировано»[16] и ему было возвращено название Григорьевка[2][3][4][5].

## Экономика
- В селе при СССР была молочно-товарная ферма (МТФ).
- Парники.

## Объекты социальной сферы
- Клуб.
- Детский сад.

## Достопримечательности
- Братская могила советских воинов РККА. Похоронены 27 павших воинов.